# 6 de Setembro
Desportivo Militar 6 de Setembro és un club de futbol de l'illa de São Tomé, a São Tomé i Príncipe. L'equip té la base a la localitat de Santana. És l'únic club de futbol militar del país i és un dels pocs equips que només ha guanyat un títol insular i un títol nacional, el club també té dues copes insulars i nacionals.
El seu logotip té dues àguiles blaves platejades originàries de l'illa, una amb una cua marró a la dreta amb dues etiquetes a la part superior i inferior i un escut groc al centre amb el nom del club a l'interior, a la part superior hi ha una estrella blava. El color del seu uniforme és groc i verd.

## Història
El seu primer títol de Copa va ser guanyat el 1988, va arribar a la seva segona final de Copa i va perdre l'oportunitat de guanyar el seu segon títol de Copa durant vint anys. El club estava a la divisió insular fins que va quedar relegat a principis del segle xx, el club va tornar a la primera divisió en la temporada 2009/10 i en la mateixa temporada va guanyar el seu segon i el recent títol de Copa. després de derrotar l'Andorinha 3–0.
6 de Setembro es va convertir el tercer amb més títols de copa després del GD Os Operários de Príncipe, que es va compartir amb l'UDRA el 2015 i el rànquing el va convertir en quart l'any 2016.
Posteriorment, el club va quedar relegat a la segona i després a la tercera divisió. El 2014 i el 2015, el club, juntament amb Bela Vista, Os Dinâmicos i Palmar, no van participar en els campionats regionals. El 6 de Setembro i el Palmar van tornar a la competició, Palmar es va dirigir a la Segona Divisió i el 6 de Setembro va passar una temporada a la Tercera Divisió. El club va guanyar un títol de la Tercera Divisió el 2016 i va competir en la Segona Divisió en la temporada 2017, on va quedar segon després de l'Sporting São Tomé i tornarà a la Primera Divisió la temporada següent.

## Títols
Nacional:
- Campeonato Santomense de Futebol: 1

1988
- Taça Nacional de São Tomé e Principe: 2

1988, 2010
- Super Taça de São Tomé e Príncipe: 1

2011
Regional:
- Liga Insular de São Tomé: 1

1988
- Taça Regional de São Tomé: 1

2010
- Tercera Divisió de l'illa de São Tomé: 1

2016

## Resultat del campionat entre illes
| Temporada | Divisió | Posició | Jugats | Guanya | Empata | Perd | GF | GC | GD  | Punts | Copa | Qualificació/descens                 |
| --------- | ------- | ------- | ------ | ------ | ------ | ---- | -- | -- | --- | ----- | ---- | ------------------------------------ |
| 2011      | 2       | 3       | 21     | 11     | 6      | 4    | 39 | 19 | +20 | 39    |      | Cap                                  |
| 2012      | 2       | 10      | 18     | 4      | 3      | 11   | 24 | 39 | -14 | 17    |      | Relegat a Segona Divisió             |
| 2013      | 3       |         | 18     | -      | -      | -    | -  | -  | -   | -     |      | Relegat a Tercera Divisió            |
| 2016      | 4       | 1       | 18     | -      | -      | -    | -  | -  | -   | -     |      | Promociona a Segona Divisió Regional |